# Yves Fagon
Yves Fagon (* 30. Mai 1910 in Plourin; † 24. April 1996 in Paris) war ein französischer Politiker. Von 1945 bis 1951 war er Abgeordneter der Nationalversammlung.
Fagon studierte Jura und erwarb daneben Abschlüsse in öffentlichem Recht sowie in Politik- und Finanzwissenschaften. 1939 wurde er mit dem Ausbruch des Zweiten Weltkriegs ins Militär eingezogen und erhielt für seine Verdienste als Soldat das Croix de Guerre.
Das politische Engagement Fagons begann mit dem Eintritt in die konservative Gewerkschaft Confédération française des travailleurs chrétiens und die Partei Mouvement républicain populaire. Für diese gelang ihm 1945 der Einzug in den Stadtrat von Clichy. Im selben Jahr bewarb er sich im Département Seine um einen Sitz in der verfassungsgebenden Nationalversammlung und konnte in diese einziehen. Sowohl bei den Wahlen zur zweiten verfassungsgebenden Versammlung im Juni als auch bei den Parlamentswahlen im November 1946 wurde er als Abgeordneter bestätigt. Weil die Liste des MRP bei den folgenden Wahlen im Jahr 1951 massive Verluste erlitt, schied Fagon 1951 aus der Nationalversammlung aus. Fortan war er in der Verwaltung tätig und zog sich bis zu seinem Tod 1996 aus der Politik zurück.